# Agilodocodon scansorius
Agilodocodon scansorius és una espècie extinta de mamaliaforme que visqué durant el Juràssic mitjà (174,1–163,5 Ma) en allò que avui en dia és la República Popular de la Xina. Aquesta espècie, l'única del gènere Agilodocodon, és coneguda a partir d'un esquelet fòssil descobert a la formació de Tiaojishan, on també s'han trobat restes de Docofossor, un parent proper seu. Va ser descrit el 2015 per Qing-Jin Meng et al.
A. scansorius és el mamaliaforme arborícola més antic conegut. Tenia la fesomia d'una musaranya, amb una llargada total de 13 cm i un pes que s'estima en 27 g. El seu aspecte exterior recordava el d'un esquirol, amb el musell llarg, urpes corbes i articulacions del turmell i el canell com les dels mamífers que pugen als arbres. Tenia dents en forma d'enformador que hauria fet servir per rosegar la fibra basta dels arbres i així alimentar-se de la seva escorça i la seva saba. Així doncs, A. scansorius és el mamaliaforme més antic conegut que no tenia una dieta estrictament insectívora, sinó que també s'alimentava de matèria vegetal.